# 懼怕她
〈懼怕她〉（英語：Fear Her）是英國科幻電視劇《異世奇人》系列2的第11集，2006年6月24日在BBC One首播。這集的劇本由馬修·格雷姆編寫，並由尤若斯·林恩執導。在演員方面，除了固有的大衛·田納特飾演博士和比莉·派佩飾演羅斯·泰勒外，扮演克河伊·韋比的童星阿比索拉·阿吉紐依也是主角。
這集講述博士和泰勒來到2012年倫敦奧運會開幕典禮前夕，他們在某社區發現一個能把人藏於畫中的女孩韋比。原來，她之所以這樣做完全是受外星生物艾蘇斯（Isolus）影響。最終，在博士的協助下，艾蘇斯成功回家，社區回復正常。
據報導，這集為低成本製作；劇本原打算邀請史提芬·費亞編寫，但因節省開支的關係而改由格雷姆擔當編劇。同時，這集的大部份場景均取自泰莫花的屋苑。此外，為免影響觀眾收看系列2最後兩集的意欲，格雷姆特意將這集變得適合兒童觀看，而非以黑暗為格調。這集最終吸引714萬人收看，儘管格雷姆聲稱劇集得到兒童觀眾的表揚，但影評家均對這集有所保留。

## 劇情
博士和羅斯乘坐TARDIS來到2012年奧運會開幕典禮前夕的一座倫敦社區，這兒的人對奧運會的來臨為之興奮，因奧運聖火會在開幕當天經過社區。然而，人們的心情漸因社區的兒童接二連三地失蹤而變得掃興。同時，馬路維修工人凱爾稱最近路上不少汽車駕到這兒就會突然故障。博士認為眾多兒童失蹤是源於一名為克河伊·韋比的12歲女孩，她能通過繪畫對方把人困於畫中。為此，博士催眠韋比，發現她被艾蘇斯符身。原來，艾蘇斯是一種為逃難而來到地球，卻因飛船失事而落難的外星生物。在滯留期間，艾蘇斯遇到韋比，並得悉她曾遭到父親虐待。艾蘇斯與韋比同情彼此，漸漸成為朋友。然而，艾蘇斯強大的意志影響到韋比，令比繪畫出其父的畫像。
博士聞之，認為唯一的解決方式是盡快找到艾蘇斯的飛船，並修復它，讓艾蘇斯回家。韋比對此感到不悅，於是通過畫畫把博士和TARDIS困在紙內。這麼一來，羅斯只得靠自己去找艾蘇斯的飛船。同時，深深不憤的韋比已把奧運會主場館倫敦碗的觀眾困在畫中，並打算把整個地球在繪在紙上。此時，羅斯終於找到飛船，但她還需要以情緒來修復它。於是，她決定以奧林匹克聖火作為修復工具，因她相信聖火象徵著愛、勇氣和希望。果然，於倫敦碗消失的觀眾、博士還有之前於社區失蹤的孩子也一併重現。但是，韋比所繪畫的父親也同時出現，泰勒鼓勵韋比拿出勇氣克服其恐懼。最終，韋比的父親被擊敗。鏡頭回到倫敦碗，忽然出現於眾人眼前的火炬手昏倒，博士及時接過火炬，並燃點它；飛船得以修復，艾蘇斯決定回家，並離開了韋比。博士與羅斯，但博士發現天有意象。

### 前後連接
火炬木小組這神秘組織再次被提到。在這一集，當韋比把倫敦碗的觀眾藏有畫中時，電視主持人就指火炬木小組中調查此事。此外，博士在這集提到兩種外星生物，包括塑膠人和貓修女，前者曾出現在〈羅斯〉一集，而後者出現在〈新地球〉。

## 製作

### 劇本創作
〈懼怕她〉的劇本原來由史提芬·費亞所寫，但最終未能成事。據報導，執行製作人拉塞爾·T·戴維斯某日對馬修·格雷姆提起此集為低成本製作，因此故事須集中在一棟屋苑。格雷姆對製作此集感到興趣，於是向戴維斯自薦，認為自己能寫這種的劇本。格雷姆在2011年憶述劇組要求他編寫一部適當兒童觀看，而非成年人和《異世奇人》愛好者的故事。故此，戴維斯請他當劇本是為替其7歲兒子而寫的。
格雷姆最初建議講述一名男子因覺得地球美麗而試圖毀滅它的故事，但這方案被戴維斯否決。劇中的外星生物艾蘇比其實是受1978年電影《天外魔花》的奸角所啟發。這集最初的標題為〈克河伊·韋比毀滅地球〉，後改為〈你是個壞女孩，克河伊·韋比〉，但兩者皆因太長而被戴維斯否定。值得一提的是，這集的初稿把背景設在外星，而非地球。

### 選角和拍攝

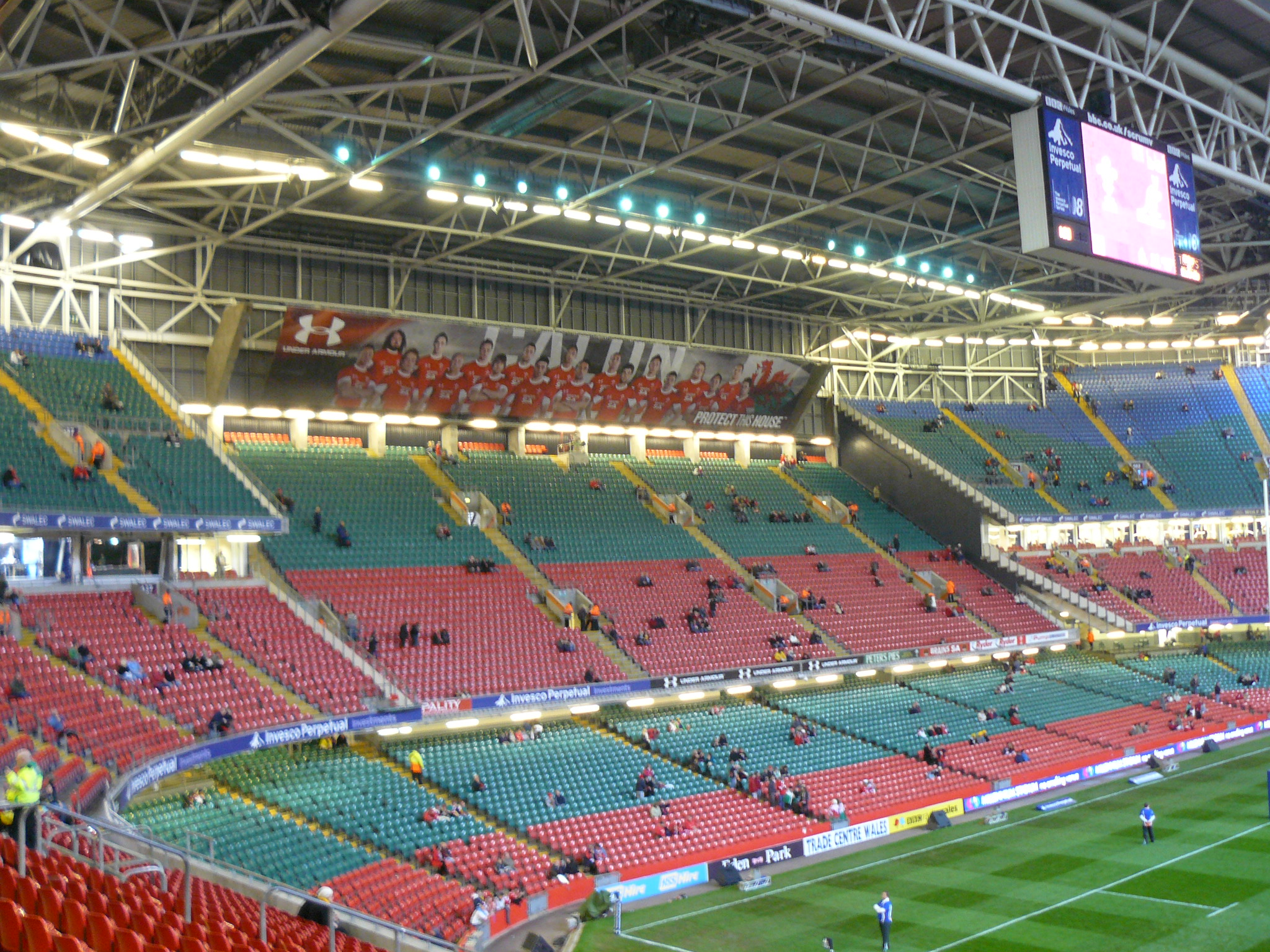
劇中出現的倫敦碗其實是取自卡迪夫的千禧球場

奧運金牌得主凯莉·霍姆斯原獲安排客串這集的火炬手，但因她在拍攝期間正參與真人秀節目《花樣冰舞》而未能參演。於劇中扮演女孩河伊·韋比的阿比索拉·阿吉紐依此前並沒有電視演出的經驗，她是在一間劇社被發掘的。對於她須在劇中扮演正常的韋比和被艾蘇比附體後的女孩，她覺得這「很奇怪」。同時，她在演出時遇到一些困難。在劇中，她須細聲與艾蘇比對話，但她「有把雄厚的聲線」，令她須一段時間才能完成這幕。劇中的一些畫是出自劇組的手筆，比如韋比所畫的父親畫像就是出自劇本寫作員肖恩·威廉士之手。
由於格雷姆取代費亞編寫這集的劇本，整個系列2的拍攝日誌不得不作更改，令〈變臉〉比這集更早完成製作。這集於2006年1月下旬至2月期間拍攝。本集的主要鏡頭，包括一些外景和韋比的家是取自於泰莫花的屋苑，而劇中的廠景則在位於紐波特的《異世奇人》工作室拍攝。TARDIS於劇終時座落的位置取景於卡迪夫的拉姆尼河旁，而同樣位於卡迪夫的千禧球場則充當倫敦碗。

## 發行和反響
〈懼怕她〉2006年6月24日晚上在BBC One首播。最初的收視報告指當晚共有660萬在英國收看這集，收視率為39.7%。最終的報告則指這集的觀看人數達714萬人，在該星期收視排行第12位。欣賞指數方面，這集的得分是83分。
編劇馬修·格雷姆表示收到「大量兒童觀眾」的來信，指這集很喜歡這集。不過，成年觀眾對這集不甚欣賞。對此，格雷姆認為這集針對的對象並不是他們。事實上，影評人也不大喜歡這集。IGN的阿爾森·哈克在10分為滿分下僅給了這集5分，稱這集「平庸而公式化」，同時如博士燃點聖火等情節沒有必要。與〈變臉〉相比，哈克認為後者較有原創性和幽默。布魯堡在《Now Playing》雜誌給這集B+的評分，指這集的客席演員的表現「僅僅讓人接受」，並稱故事性不強。不過，布魯堡也指這集並非一無是處，比如他頗為欣賞劇中博士和泰勒的互動以及令人喜悅的結局。
在2011年，雜誌《SFX》找來一眾影評家重評此集。當中，支持者認為阿比索拉·阿吉紐依和尼娜·蘇珊娜於劇中的表現「非常出色」，又指這集的故事和背景設定湊效。不過，不喜歡這集的影評家則指劇集「俗氣」而「令人失望」。《Topless Robot》也表示這集是第十任博士中第三差的劇集。在2009年，《異世奇人雜誌》讓讀者選出最愛的《異世奇人》劇集。結果，〈懼怕她〉在200集故事中排名第192，是新版《異世奇人》中排名最低的一集。在2014年，該雜誌進行同類型的投票。最終，〈懼怕她〉取得更低的排名，在241集故事中排名倒數第一，僅比1984年播出的〈雙重困難〉為佳。

## 資料來源
1. ↑  Kistler, Alan. . Newsrama. 2011-05-04  [2012-02-12]. （原始内容存档于2012-06-17）.
2. 1 2 3 4 5  Sullivan, Shannon Patrick. . A Brief History of Time (Travel). 2006-07-27  [2006-08-29]. （原始内容存档于2013-06-15）.
3. 1 2  Brew, Simon. . Den of Geek. 2011-05-18  [2012-02-12]. （原始内容存档于2012-02-11）.
4. ↑  Arnopp, Jason. . Doctor Who Magazine (Royal Tunbridge Wells, Kent: Panini Comics). 2006-07-19, (371): 25.
5. ↑  Russell, Gary. . London: BBC Books. 2006: 230. ISBN 0-563-48649-X.
6. 1 2  . BBC.   [2012-02-12]. （原始内容存档于2012-11-03）.
7. 1 2  . Newsround. 2006-06-22  [2012-04-01]. （原始内容存档于2020-04-30）.
8. ↑  . BBC.   [2012-02-12].
9. ↑  Lyon, Shaun. . Outpost Gallifrey. 2006-06-25  [2007-04-07]. （原始内容存档于2007-03-23）.
10. ↑  . Broadcasters' Audience Research Board.   [2013-03-27]. （原始内容存档于2011-02-13）.
11. ↑  . Doctor Who Magazine: Series Two Companion (Royal Tunbridge Wells, Kent: Panini Comics). 2006-11-09, (14 - Special Edition).
12. ↑  Haque, Ahsan. . IGN. 2006-08-18  [2012-02-11]. （原始内容存档于2010-01-04）.
13. ↑  Blumburg, Arnold T. . Now Playing. 2006-06-29  [2013-03-27]. （原始内容存档于2006-07-03）.
14. ↑  Golder, Dave. . SFX. 2011-02-26  [2012-02-12]. （原始内容存档于2011-07-22）.
15. ↑  Bricken, Rob. . Topless Robot. 2009-10-05  [2012-02-12]. （原始内容存档于2015-01-18）.
16. ↑  . Doctor Who Magazine (Royal Tunbridge Wells, Kent: Panini Comics). 2009-10-14, (413).

## 外部連結
- TARDISODE 11 （页面存档备份，存于）
- "the thirtieth olympiad"  – episode trailer
- Episode commentary by Euros Lyn, Abisola Agbaje and Steffan Morris (MP3)
- "Fear Her" episode homepage （页面存档备份，存于）
- "Fear Her" 在 BBC《異世奇人》的主頁
- 互联网电影数据库上懼怕她的资料（英文）